# Montigalar Petit
El Montigalar Petit és una muntanya de 377 metres que es troba al municipi de Quart, a la comarca del Gironès.